# Товар, Эрнандо
Эрна́ндо Товар Брисне́да (исп. Hernando Tovar Brisneda; род. 7 июня 1938 или 17 сентября 1937, Хирардот) — колумбийский футболист, участник чемпионата мира по футболу 1962 года.

## Биография

### Клубная карьера
Всю профессиональную карьеру Товар играл за один клуб «Санта-Фе». За девять лет в клубе он сыграл более 200 игр, а также выиграл два чемпионских титула в 1958 и 1960 годах.

### Карьера в сборной
В составе сборной Колумбии был участником ЧМ-1962, но на турнире не сыграл ни в одном из матчей.

## Достижения
«Санта-Фе»
- Чемпион Колумбии (2): 1958, 1960